# الشعب الداخلية (حبيش)

تعديل مصدري - تعديل

الشعب الداخلية محلة تابعة لقرية الميناء، التابعة لعزلة المشيرق بمديرية حبيش إحدى مديريات محافظة إب في الجمهورية اليمنية، بلغ تعداد سكانها 32 حسب تعداد اليمن لعام 2004.